# Campionati mondiali di biathlon 1990
I Campionati mondiali di biathlon 1990 si svolsero dal 20 febbraio al 18 marzo. Sede designata per la manifestazione era Minsk, in Unione Sovietica, ma a causa delle avverse condizioni meteorologiche la città poté ospitare soltanto le gare di individuale, maschile e femminile; le sprint, le gare a squadre e la staffetta femminile furono recuperate a Oslo Holmenkollen, in Norvegia, e la staffetta maschile a Kontiolahti, in Finlandia.

## Risultati

### Uomini

#### Sprint 10 km
| Posizione | Atleta            | Nazione          | Tempo |
| --------- | ----------------- | ---------------- | ----- |
| 1         | Mark Kirchner     | Germania Est     | -     |
| 2         | Eirik Kvalfoss    | Norvegia         | -     |
| 3         | Sergej Čepikov    | Unione Sovietica | -     |
| 4         | Hervé Flandin     | Francia          | -     |
| 5         | Frank Luck        | Germania Est     | -     |
| 6         | Steffen Hoos      | Germania Est     | -     |
| 7         | Andreas Zingerle  | Italia           | -     |
| 8         | Valerij Medvedcev | Unione Sovietica | -     |
| 9         | Valerij Noskov    | Unione Sovietica | -     |
| 10        | Johann Passler    | Italia           | -     |

Oslo, 10 marzo

#### Individuale 20 km
| Posizione | Atleta            | Nazione          | Tempo |
| --------- | ----------------- | ---------------- | ----- |
| 1         | Valerij Medvedcev | Unione Sovietica | -     |
| 2         | Sergej Čepikov    | Unione Sovietica | -     |
| 3         | Anatolij Ždanovič | Unione Sovietica | -     |
| 4         | Jurij Kaškarov    | Unione Sovietica | -     |
| 5         | Andreas Zingerle  | Italia           | -     |
| 6         | Frank Luck        | Germania Est     | -     |
| 7         | Gisle Fenne       | Norvegia         | -     |
| 8         | Hervé Flandin     | Francia          | -     |
| 9         | Ivan Masařík      | Cecoslovacchia   | -     |
| 10        | Eirik Kvalfoss    | Norvegia         | -     |

Minsk, 20 febbraio

#### Staffetta 4x7,5 km
| Posizione | Nazione          | Atleti                                                                 | Tempo |
| --------- | ---------------- | ---------------------------------------------------------------------- | ----- |
| 1         | Italia           | Pieralberto Carrara Wilfried Pallhuber Johann Passler Andreas Zingerle | -     |
| 2         | Francia          | Xavier Blond Thierry Gerbier Christian Dumont Hervé Flandin            | -     |
| 3         | Germania Est     | Frank Luck André Sehmisch Mark Kirchner Birk Anders                    | -     |
| 4         | Norvegia         | Geir Einang Gisle Fenne Frode Løberg Eirik Kvalfoss                    | -     |
| 5         | Unione Sovietica | Valerij Noskov Jurij Kaškarov Valerij Medvedcev Sergej Čepikov         | -     |

Kontiolahti, 18 marzo

#### Gara a squadre
| Posizione | Nazione          | Atleti                                                            | Tempo |
| --------- | ---------------- | ----------------------------------------------------------------- | ----- |
| 1         | Germania Est     | Raik Dittrich Mark Kirchner Birk Anders Frank Luck                | -     |
| 2         | Cecoslovacchia   | Tomáš Kos Ivan Masařík Jiří Holubec Jan Matouš                    | -     |
| 3         | Francia          | Christian Dumont Stéphane Bouthiaux Hervé Flandin Thierry Gerbier | -     |
| 4         | Unione Sovietica | Jurij Kaškarov Sergej Čepikov Anatolij Ždanovič Valerij Medvedcev | -     |
| 5         | Austria          | Franz Schuler Egon Leitner Bruno Hofstätter Alfred Eder           | -     |

Oslo, 8 marzo

### Donne

#### Sprint 7,5 km
| Posizione | Atleta              | Nazione          | Tempo |
| --------- | ------------------- | ---------------- | ----- |
| 1         | Anne Elvebakk       | Norvegia         | -     |
| 2         | Svetlana Pečërskaja | Unione Sovietica | -     |
| 3         | Elin Kristiansen    | Norvegia         | -     |
| 4         | Cvetana Krăsteva    | Bulgaria         | -     |
| 5         | Elena Golovina      | Unione Sovietica | -     |
| 6         | Pirjo Mattila       | Finlandia        | -     |
| 7         | Jiřina Pelcová      | Cecoslovacchia   | -     |
| 8         | Anna Sonnerup       | Stati Uniti      | -     |
| 9         | Véronique Claudel   | Francia          | -     |
| 10        | Marija Manolova     | Bulgaria         | -     |

Oslo, 10 marzo

#### Individuale 15 km
| Posizione | Atleta              | Nazione          | Tempo |
| --------- | ------------------- | ---------------- | ----- |
| 1         | Svetlana Pečërskaja | Unione Sovietica | -     |
| 2         | Elena Golovina      | Unione Sovietica | -     |
| 3         | Petra Behle         | Germania Ovest   | -     |
| 4         | Inger Björkbom      | Svezia           | -     |
| 5         | Elin Kristiansen    | Norvegia         | -     |
| 6         | Synnøve Thoresen    | Norvegia         | -     |
| 7         | Elena Bacevič       | Unione Sovietica | -     |
| 8         | Myriam Bédard       | Canada           | -     |
| 9         | Anne Elvebakk       | Norvegia         | -     |
| 10        | Cvetana Krăsteva    | Bulgaria         | -     |

Minsk, 20 febbraio

#### Staffetta 3x7,5 km
| Posizione | Nazione          | Atlete                                                 | Tempo |
| --------- | ---------------- | ------------------------------------------------------ | ----- |
| 1         | Unione Sovietica | Elena Bacevič Elena Golovina Svetlana Pečërskaja       | -     |
| 2         | Norvegia         | Grete Ingeborg Nykkelmo Anne Elvebakk Elin Kristiansen | -     |
| 3         | Finlandia        | Tuija Vuoksiala Seija Hyytiäinen Pirjo Mattila         | -     |
| 4         | Bulgaria         | Cvetana Krăsteva Marija Manolova Nadežda Aleksieva     | -     |
| 5         | Svezia           | Mia Stadig Anna Hermansson Inger Björkbom              | -     |

Oslo, 11 marzo

#### Gara a squadre
| Posizione | Nazione          | Atlete                                                                | Tempo |
| --------- | ---------------- | --------------------------------------------------------------------- | ----- |
| 1         | Unione Sovietica | Elena Bacevič Elena Golovina Svjatlana Paramyhina Svetlana Pečërskaja | -     |
| 2         | Germania Ovest   | Irene Schroll Daniela Hörburger Inga Kesper Petra Behle               | -     |
| 3         | Bulgaria         | Nadežda Aleksieva Iva Karagiozova Marija Manolova Cvetana Krăsteva    | -     |
| 4         | Stati Uniti      | Nancy Bell Anna Sonnerup Patrice Anderson Joan Smith                  | -     |
| 5         | Cecoslovacchia   | Pavlína Brožová Petra Červenková Jana Kulhavá Jiřina Pelcová          | -     |

Oslo, 8 marzo

## Medagliere per nazioni
| Posizione | Nazione          | Oro | Argento | Bronzo | Totale |
| --------- | ---------------- | --- | ------- | ------ | ------ |
| 1         | Unione Sovietica | 4   | 3       | 2      | 9      |
| 2         | Germania Est     | 2   | 0       | 1      | 3      |
| 3         | Norvegia         | 1   | 2       | 1      | 4      |
| 4         | Italia           | 1   | 0       | 0      | 1      |
| 5         | Germania Ovest   | 0   | 1       | 1      | 2      |
| 5         | Francia          | 0   | 1       | 1      | 2      |
| 7         | Cecoslovacchia   | 0   | 0       | 1      | 1      |
| 7         | Bulgaria         | 0   | 0       | 1      | 1      |
| 7         | Finlandia        | 0   | 0       | 1      | 1      |